# 4月12日 (旧暦)
旧暦4月12日は旧暦4月の12日目である。六曜は先負である。

## できごと
- 黄龍元年（ユリウス暦229年5月22日） - 呉の孫権が皇帝に即位。三国分立が成立
- 承久元年（ユリウス暦1219年5月27日） - 建保より承久に改元

## 誕生日
- 安政2年（グレゴリオ暦1855年5月27日） - 頭山満、右翼活動家（+ 1944年）
- 明治40年（グレゴリオ暦1907年5月24日） - 川島芳子、満洲国王女、特務工作員、活動家（+ 1948年）

## 忌日
- 応永31年（ユリウス暦1424年5月10日） - 後亀山天皇、99代天皇
- 元亀4年（ユリウス暦1573年5月13日） - 武田信玄、戦国大名 （* 1521年）